# Nauru nos Jogos Olímpicos de Verão de 2024
Nauru competiu nos Jogos Olímpicos de Verão de 2024 em Paris, França; de 26 de julho a 11 de agosto de 2024. Foi a oitava participação da nação nos Jogos Olímpicos de Verão.
O velocista Winzar Kakiouea foi o único atleta a representar Nauru nesta edição dos Jogos, onde também serviu como porta-bandeira do país durante as cerimônias de abertura e encerramento.

## Competidores
A seguir está a lista do número de competidores nos Jogos.
| Esporte   | Masculino | Feminino | Total |
| --------- | --------- | -------- | ----- |
| Atletismo | 1         | 0        | 1     |
| Total     | 1         | 0        | 1     |

## Desempenho

### Atletismo
Nauru enviou um velocista para competir nos Jogos Olímpicos de Verão de 2024.
- Q = Qualificado para a próxima fase
- q = Qualificado para a próxima fase como o perdedor mais rápido ou, em eventos de campo, pela posição sem atingir o alvo para qualificação
- N/A = Fase não aplicável para o evento
- Bye = Atleta não precisou disputar aquela fase

Eventos de pista
| Atleta          | Evento          | Preliminar | Preliminar | Baterias    | Baterias    | Semifinal   | Semifinal   | Final       | Final       | Ref.  |
| Atleta          | Evento          | Resultado  | Pos.       | Resultado   | Pos.        | Resultado   | Pos.        | Resultado   | Pos.        | Ref.  |
| --------------- | --------------- | ---------- | ---------- | ----------- | ----------- | ----------- | ----------- | ----------- | ----------- | ----- |
| Winzar Kakiouea | 100 m masculino | 11.15      | 6          | Não avançou | Não avançou | Não avançou | Não avançou | Não avançou | Não avançou | [ 5 ] |